# Ołeksandriwka (hromada Woronowycia)
Ołeksandriwka (ukr. Олександрівка) – wieś na Ukrainie, w obwodzie winnickim, w rejonie winnickim, w hromadzie Woronowycia. W 2001 liczyła 472 mieszkańców, wśród których 464 wskazało jako ojczysty język ukraiński, 6 rosyjski, 1 mołdawski, a 1 inny.